# Edith Rosenbaum
Edith "Louise" Rosenbaum – későbbiekben Russell – (Cincinnati, Ohio, 1879. június 12. – London, 1975. április 4.) divattervező, a Titanic első osztályán utazó és megmenekült utasa. Rosenbaum egy zsidó családban született, Cincinnattiben, Ohio államában.

## A Titanicon
Edith az első osztályon foglalt helyet, az A fedélzet 11-es kabinjában. Híres megmenekült emlékei közé tartozik a csilingelő malac, amelyet egy autóbaleset után kapott az édesanyjától. Edith Cherbourgban szállt fel a hajóra. Megpróbált biztosítást kötni a poggyász csomagjaira, de lebeszélték, mondván, a hajó elsüllyeszthetetlen.
Edith a végzetes vasárnapon (1912. április 14-én) épp öltözködött pizsamába, amikor a jéghegy súrolta a hajó oldalát. Személyes stewardjának kérésére azonnal a csónakokhoz indult, ám előtte megkérte, hadd vihesse magával a csilingelőmalacát, amelyet édesanyjától kapott. Mikor a csónakokhoz ért, már nagyobb tumultus alakult ki a beszállók körül. Saját elmondása szerint egy matróz megpróbálta beráncigálni a már ereszkedő csónakba, ám amikor látta, hogy Edith hajthatatlan és nem akar távozni, kitépte a kezéből a malacot, gondolván a hölgynek legalább a csecsemőjét sikerül majd megmenteni. Edith ösztönösen a malaca után ugrott. Rosenbaum a 11-es csónakban menekült meg. A csónak 70 menekültet szállított magával - 5 személlyel többet a megengedett 65 férőhellyel szemben -, köztük számos gyereket. Edith megpróbálta szórakoztatni a gyermekeket, azáltal, hogy zenét játszott a malacával. Ezzel legalább elnyomta a vízbefúlók kétségbeesett sikolyait, és lecsillapította a síró gyermekeket a csónakban.

## Későbbiekben
Edith egész életében utazott, sok mindent élt át. Tudósítóként vett részt a két világháborúban és jelen volt a Night to Remember nevű, Titanicról szóló film előkészítésén, 1957-ben. Később egy szállodában lakott. A halála előtti pár évben ritkán fogadott látogatókat, és gyakran próbált feljelentést tenni a szobalányok ellen, akik csupán a tisztaságért voltak felelősek. 
Edith 1975-ben nyilatkozott utoljára egy BBC által készített interjúban, amely a Titanicról szólt. 95 évesen halt meg.